# Paul Hanley
Paul Jason Hanley (ur. 12 listopada 1977 w Melbourne) – australijski tenisista, reprezentant w Pucharze Davisa, olimpijczyk z Pekinu (2008).

## Kariera tenisowa
Praworęczny tenisista karierę zawodową rozpoczął w 1997 roku, a zakończył we wrześniu 2014 roku.
Sukcesy Hanley odnosi głównie jako deblista. Ma na koncie wygranych łącznie 26 turniejów rangi ATP World Tour. Ponadto 25 razy był finalistą tych rozgrywek. We wszystkich wielkoszlemowych turniejach najdalej dochodził do półfinałów – w Australian Open dwukrotnie z Kevinem Ullyettem podczas edycji z roku 2006 i 2007, w French Open wspólnie z Wayne’em Arthusem w sezonie 2003, w Wimbledonie razem z Arthursem w roku 2004, a w US Open w latach 2006 i 2007 tworząc duet z Kevinem Ullyettem. W 2003 roku zakwalifikował się do deblowego turnieju Tennis Masters Cup, razem z Wayne’em Arthursem. Znaczny wkład w awans do rozgrywek miały dwa wygrane turnieje rangi ATP Masters Series, w Rzymie oraz Paryżu. W fazie zasadniczej para Arthurs–Hanley przegrała 2 mecze oraz 1 wygrała, przez co odpadła z rywalizacji w fazie grupowej. Ponownie w turnieju Tennis Masters Cup Hanley wystąpił w 2005 roku, również z Arthusem. Debliści zostali ponownie wyeliminowani z rywalizacji na etapie meczów grupowych. W 2006 i 2007 roku Hanley wraz z Kevinem Ullyettem dochodził do półfinałów Tennis Masters Cup. Za każdym razem odpadał z deblem Mark Knowles–Daniel Nestor.
W zawodach gry mieszanej pierwszy finał Hanley osiągnął w 2005 roku podczas Wimbledonu, z Tetianą Perebyjnis. Mecz o tytuł para przegrała z misktem Mary Pierce–Mahesh Bhupathi 4:6, 2:6. W 2011 roku Australijczyk rozegrał kolejny finałowy pojedynek. Razem z Chan Yung-jan podczas Australian Open przeciwko parze Katarina Srebotnik–Daniel Nestor. Mecz zakończył się porażką Hanleya 3:6, 6:3, 7–10.
W 2006 roku Hanley zadebiutował w reprezentacji podczas rozgrywek o Puchar Davisa. Jego najlepszym rezultatem w rozgrywkach broniąc barw narodowych jest półfinał z edycji z 2006 roku. Australijczycy wyeliminowali wtedy reprezentacje Szwajcarii i Białorusi, a przegrali z Argentyną.
W 2008 roku wystąpił na igrzyskach olimpijskich w Pekinie, wspólnie z Jordanem Kerrem. Australijczycy ponieśli porażkę w 1 rundzie z Simonem Aspelinem i Thomasem Johanssonem.
W rankingu gry pojedynczej Hanley najwyżej był na 395. miejscu (7 lutego 2000), a w klasyfikacji gry podwójnej na 5. pozycji (6 listopada 2006).

### Finały w turniejach ATP World Tour
| Legenda                                      |
| -------------------------------------------- |
| Wielki Szlem                                 |
| Igrzyska olimpijskie                         |
| Tennis Masters Cup / ATP Finals              |
| ATP Masters Series / ATP Tour Masters 1000   |
| ATP International Series Gold / ATP Tour 500 |
| ATP International Series / ATP Tour 250      |

#### Gra mieszana (0–2)
| Końcowy wynik | Nr | Data             | Turniej                    | Nawierzchnia | Partnerka          | Przeciwnicy                      | Wynik finału   |
| ------------- | -- | ---------------- | -------------------------- | ------------ | ------------------ | -------------------------------- | -------------- |
| Finalista     | 1. | 3 lipca 2005     | Wimbledon, Londyn          | Trawiasta    | Tetiana Perebyjnis | Mary Pierce Mahesh Bhupathi      | 4:6, 2:6       |
| Finalista     | 2. | 29 stycznia 2011 | Australian Open, Melbourne | Twarda       | Chan Yung-jan      | Katarina Srebotnik Daniel Nestor | 3:6, 6:3, 7–10 |

#### Gra podwójna (26–25)
| Końcowy wynik | Nr  | Data                 | Turniej      | Nawierzchnia    | Partner          | Przeciwnicy                             | Wynik finału        |
| ------------- | --- | -------------------- | ------------ | --------------- | ---------------- | --------------------------------------- | ------------------- |
| Finalista     | 1.  | 24 czerwca 2001      | Nottingham   | Trawiasta       | Andrew Kratzmann | Donald Johnson Jared Palmer             | 4:6, 2:6            |
| Zwycięzca     | 1.  | 29 lipca 2001        | Sopot        | Ceglana         | Nathan Healey    | Irakli Labadze Attila Sávolt            | 7:6(10), 6:2        |
| Finalista     | 2.  | 7 października 2001  | Tokio        | Twarda          | Nathan Healey    | Rick Leach David Macpherson             | 6:1, 6:7(6), 6:7(4) |
| Finalista     | 3.  | 14 lipca 2002        | Båstad       | Ceglana         | Michael Hill     | Jonas Björkman Todd Woodbridge          | 6:7(6), 4:6         |
| Finalista     | 4.  | 27 października 2002 | Sztokholm    | Twarda (hala)   | Wayne Arthurs    | Wayne Black Kevin Ullyett               | 4:6, 6:2, 6:7(4)    |
| Zwycięzca     | 2.  | 12 stycznia 2003     | Sydney       | Twarda          | Nathan Healey    | Mahesh Bhupathi Joshua Eagle            | 7:6(3), 6:4         |
| Zwycięzca     | 3.  | 23 lutego 2003       | Rotterdam    | Twarda (hala)   | Wayne Arthurs    | Roger Federer Maks Mirny                | 7:6(4), 6:2         |
| Zwycięzca     | 4.  | 11 maja 2003         | Rzym         | Ceglana         | Wayne Arthurs    | Michaël Llodra Fabrice Santoro          | 6:1, 6:3            |
| Finalista     | 5.  | 3 sierpnia 2003      | Waszyngton   | Twarda          | Chris Haggard    | Jewgienij Kafielnikow Sarkis Sarksjan   | 5:7, 6:4, 2:6       |
| Finalista     | 6.  | 17 sierpnia 2003     | Cincinnati   | Twarda          | Wayne Arthurs    | Bob Bryan Mike Bryan                    | 5:7, 6:7(5)         |
| Zwycięzca     | 5.  | 28 września 2003     | Szanghaj     | Twarda          | Wayne Arthurs    | Zeng Shaoxuan Zhu Benqiang              | 6:2, 6:4            |
| Finalista     | 7.  | 26 października 2003 | Sztokholm    | Twarda (hala)   | Wayne Arthurs    | Jonas Björkman Todd Woodbridge          | 3:6, 4:6            |
| Zwycięzca     | 6.  | 2 listopada 2003     | Paryż        | Dywanowa (hala) | Wayne Arthurs    | Michaël Llodra Fabrice Santoro          | 6:3, 1:6, 6:3       |
| Zwycięzca     | 7.  | 22 lutego 2004       | Rotterdam    | Twarda (hala)   | Radek Štěpánek   | Jonatan Erlich Andy Ram                 | 5:7, 7:6(5), 7:5    |
| Finalista     | 8.  | 9 maja 2004          | Rzym         | Ceglana         | Wayne Arthurs    | Mahesh Bhupathi Maks Mirny              | 6:2, 3:6, 4:6       |
| Zwycięzca     | 8.  | 20 czerwca 2004      | Nottingham   | Trawiasta       | Todd Woodbridge  | Rick Leach Brian MacPhie                | 6:4, 6:3            |
| Finalista     | 9.  | 19 lipca 2004        | Los Angeles  | Twarda          | Wayne Arthurs    | Bob Bryan Mike Bryan                    | 3:6, 6:7(6)         |
| Finalista     | 10. | 31 października 2004 | Sztokholm    | Twarda (hala)   | Wayne Arthurs    | Feliciano López Fernando Verdasco       | 4:6, 4:6            |
| Zwycięzca     | 9.  | 20 czerwca 2005      | San José     | Twarda (hala)   | Wayne Arthurs    | Yves Allegro Michael Kohlmann           | 7:6(4), 6:4         |
| Finalista     | 11. | 27 lutego 2005       | Scottsdale   | Twarda          | Wayne Arthurs    | Bob Bryan Mike Bryan                    | 5:7, 4:6            |
| Finalista     | 12. | 20 marca 2005        | Indian Wells | Twarda          | Wayne Arthurs    | Mark Knowles Daniel Nestor              | 6:7(6), 6:7(2)      |
| Zwycięzca     | 10. | 22 maja 2005         | Sankt Pölten | Ceglana         | Lucas Arnold Ker | Martin Damm Mariano Hood                | 6:3, 6:4            |
| Zwycięzca     | 11. | 24 lipca 2005        | Indianapolis | Twarda          | Graydon Oliver   | Simon Aspelin Todd Perry                | 6:2, 3:1 krecz      |
| Zwycięzca     | 12. | 2 października 2005  | Bangkok      | Twarda (hala)   | Leander Paes     | Jonatan Erlich Andy Ram                 | 5:6(5), 6:1, 6:2    |
| Zwycięzca     | 13. | 16 października 2005 | Sztokholm    | Twarda (hala)   | Wayne Arthurs    | Leander Paes Nenad Zimonjić             | 5:3, 5:3            |
| Finalista     | 13. | 8 stycznia 2006      | Adelaide     | Twarda          | Kevin Ullyett    | Jonatan Erlich Andy Ram                 | 6:7(4), 6:7(10)     |
| Zwycięzca     | 14. | 26 lutego 2006       | Rotterdam    | Twarda (hala)   | Kevin Ullyett    | Jonatan Erlich Andy Ram                 | 7:6(4), 7:6(2)      |
| Zwycięzca     | 15. | 5 marca 2006         | Dubaj        | Twarda          | Kevin Ullyett    | Mark Knowles Daniel Nestor              | 1:6, 6:2, 10–1      |
| Zwycięzca     | 16. | 22 maja 2006         | Hamburg      | Ceglana         | Kevin Ullyett    | Mark Knowles Daniel Nestor              | 6:2, 7:6(8)         |
| Zwycięzca     | 17. | 28 maja 2006         | Pörtschach   | Ceglana         | Jim Thomas       | Oliver Marach Cyril Suk                 | 6:3, 4:6, 10–5      |
| Zwycięzca     | 18. | 18 czerwca 2006      | Londyn       | Trawiasta       | Kevin Ullyett    | Jonas Björkman Maks Mirny               | 6:4, 3:6, 10–8      |
| Finalista     | 14. | 6 sierpnia 2006      | Waszyngton   | Twarda          | Kevin Ullyett    | Bob Bryan Mike Bryan                    | 3:6, 7:5, 3–10      |
| Finalista     | 15. | 13 sierpnia 2006     | Toronto      | Twarda          | Kevin Ullyett    | Bob Bryan Mike Bryan                    | 3:6, 5:7            |
| Zwycięzca     | 19. | 15 października 2006 | Sztokholm    | Twarda (hala)   | Kevin Ullyett    | Olivier Rochus Kristof Vliegen          | 7:6(2), 6:4         |
| Zwycięzca     | 20. | 13 stycznia 2007     | Sydney       | Twarda          | Kevin Ullyett    | Mark Knowles Daniel Nestor              | 6:4, 6:7(3), 10–6   |
| Finalista     | 16. | 21 maja 2007         | Hamburg      | Ceglana         | Kevin Ullyett    | Bob Bryan Mike Bryan                    | 3:6, 4:6            |
| Finalista     | 17. | 19 sierpnia 2007     | Montreal     | Twarda          | Kevin Ullyett    | Mahesh Bhupathi Pavel Vízner            | 4:6, 4:6            |
| Zwycięzca     | 21. | 2 marca 2008         | Zagrzeb      | Twarda (hala)   | Jordan Kerr      | Christopher Kas Rogier Wassen           | 6:3, 3:6, 10–8      |
| Finalista     | 18. | 12 kwietnia 2009     | Casablanca   | Ceglana         | Simon Aspelin    | Łukasz Kubot Oliver Marach              | 6:7(4), 6:3, 6–10   |
| Zwycięzca     | 22. | 26 lipca 2009        | Hamburg      | Ceglana         | Simon Aspelin    | Marcelo Melo Filip Polášek              | 6:3, 6:3            |
| Finalista     | 19. | 25 października 2009 | Sztokholm    | Twarda (hala)   | Simon Aspelin    | Bruno Soares Kevin Ullyett              | 4:6, 6:7(4)         |
| Finalista     | 20. | 14 lutego 2010       | Rotterdam    | Twarda (hala)   | Simon Aspelin    | Daniel Nestor Nenad Zimonjić            | 4:6, 6:4, 7–10      |
| Zwycięzca     | 23. | 27 lutego 2010       | Dubaj        | Twarda          | Simon Aspelin    | Lukáš Dlouhý Leander Paes               | 6:2, 6:3            |
| Zwycięzca     | 24. | 9 stycznia 2011      | Brisbane     | Twarda          | Lukáš Dlouhý     | Robert Lindstedt Horia Tecău            | 6:4, krecz          |
| Zwycięzca     | 25. | 16 stycznia 2011     | Sydney       | Twarda          | Lukáš Dlouhý     | Bob Bryan Mike Bryan                    | 6:7(6), 6:3, 10–5   |
| Finalista     | 21. | 5 lutego 2012        | Montpellier  | Twarda (hala)   | Jamie Murray     | Nicolas Mahut Édouard Roger-Vasselin    | 4:6, 6:7(4)         |
| Zwycięzca     | 26. | 15 kwietnia 2012     | Casablanca   | Ceglana         | Dustin Brown     | Daniele Bracciali Fabio Fognini         | 7:5, 6:3            |
| Finalista     | 22. | 28 lipca 2012        | Kitzbühel    | Ceglana         | Dustin Brown     | František Čermák Julian Knowle          | 6:7(4), 6:3, 10–12  |
| Finalista     | 23. | 30 września 2012     | Bangkok      | Twarda (hala)   | Eric Butorac     | Lu Yen-hsun Danai Udomchoke             | 3:6, 4:6            |
| Finalista     | 24. | 6 stycznia 2013      | Brisbane     | Twarda          | Eric Butorac     | Marcelo Melo Tommy Robredo              | 6:4, 1:6, 5–10      |
| Finalista     | 25. | 23 lutego 2014       | Marsylia     | Twarda (hala)   | Jonathan Marray  | Julien Benneteau Édouard Roger-Vasselin | 6:4, 6:7(6), 11–13  |